# Francisco Llera Blanco
Francisco Llera Blanco –conocido como Fran Llera– (Ribadesella, 18 de enero de 1981) es un deportista español que compitió en piragüismo. Su especialidad es el kayak en las distancia de 200 m.
Ganó dos medallas de oro en el Campeonato Mundial de Piragüismo, en los años 2009 y 2010, y una medalla de bronce en el Campeonato Europeo de Piragüismo de 2009.

## Palmarés internacional
| Campeonato Mundial | Campeonato Mundial      | Campeonato Mundial | Campeonato Mundial |
| Año                | Lugar                   | Medalla            | Competición        |
| ------------------ | ----------------------- | ------------------ | ------------------ |
| 2009               | Dartmouth ( Canadá)     | Medalla de oro     | K1 4 × 200 m       |
| 2010               | Poznań ( Polonia)       | Medalla de oro     | K1 4 × 200 m       |
| Campeonato Europeo |                         |                    |                    |
| Año                | Lugar                   | Medalla            | Competición        |
| 2009               | Brandeburgo ( Alemania) | Medalla de bronce  | K1 4 × 200 m       |